# Cataglyphis machmal
Cataglyphis machmal är en myrart som beskrevs av Alexander G. Radchenko och Arakelian 1991. Cataglyphis machmal ingår i släktet Cataglyphis och familjen myror. Inga underarter finns listade.